# Sir Safety Umbria Volley Perugia 2023-2024
Questa voce raccoglie le informazioni riguardanti la Sir Safety Umbria Volley Perugia nelle competizioni ufficiali della stagione 2023-2024.

## Stagione
Nella stagione 2023-24 la Sir Safety Umbria Volley Perugia assume la denominazione sponsorizzata di Sir Susa Vim Perugia nelle competizioni nazionali e Sir Sicoma Perugia in quelle internazionali.
Disputa la Supercoppa italiana, vincendo il trofeo per la quinta volta, grazie al successo in finale contro la Lube.
Partecipa per la dodicesima volta alla Superlega: chiude la regular season di campionato al secondo posto in classifica, qualificandosi per i play-off scudetto: vince il suo quarto scudetto battendo nella serie finale il Milano.
A seguito del secondo posto in classifica al termine del girone di andata, si qualifica per la Coppa Italia: conquista la coppa nazionale per la quarta volta avendo la meglio in finale sul Milano.
Come semifinalista della Champions League 2022-23 gioca il campionato mondiale per club: superata la fase a gironi al primo posto nel proprio raggruppamento, vince sia la semifinale, contro l'Halkbank, che la finale, contro il Minas, maturando il secondo successo nella competizione.

## Organigramma societario
Area direttiva
- Presidente: Gino Sirci
- Vicepresidente: Maurizio Sensi
- Segreteria generale: Rosanna Rosati
- Direttore generale: Benedetto Rizzuto
- Direttore sportivo: Goran Vujević
- Dirigente: Egeo Baldassarri
- Logistica: Piero Bizzarri
- Responsabile CEV: Goran Vujević

Area tecnica
- Allenatore: Angelo Lorenzetti
- Allenatore in seconda: Massimiliano Giaccardi
- Assistente allenatore: Andrea Piacentini
- Scout man: Francesco Monopoli
- Responsabile settore giovanile: Andrea Piacentini

Area comunicazione
- Ufficio stampa: Simone Camardese
- Relazioni esterne: Rosanna Rosati
- Social media manager: Francesco Biancalana
- Fotografo: Michele Benda

Area marketing
- Ufficio marketing: Flaviano Rossi
- Biglietteria: Luca Ciambrusco

Area sanitaria
- Responsabile staff medico: Giuseppe Sabatino
- Staff medico: Davide Basile, Marco Pellegrino, Camilla Porcellini
- Preparatore atletico: Sebastian Carotti
- Fisioterapista: Giulio Leonardi, Francesco Zappelli
- Massaggiatore: Emilio Giusti
- Radiologo: Corrado Malaspina
- Consulente medico: Elmo Mannarino
- Osteopata: Fabrizio Ragusa
- Consulente ortopedico: Auro Caraffa
- Dermatologo: Stefano Caraffini

## Rosa
| N° | Nome               | Ruolo | Data di nascita  | Nazionalità sportiva |
| -- | ------------------ | ----- | ---------------- | -------------------- |
| 2  | Davide Candellaro  | C     | 7 giugno 1989    | Italia               |
| 3  | Tim Held           | S     | 17 aprile 1998   | Italia               |
| 6  | Simone Giannelli   | P     | 9 agosto 1996    | Italia               |
| 7  | Jesús Herrera      | O     | 4 aprile 1995    | Cuba                 |
| 8  | Alessandro Toscani | L     | 18 luglio 1998   | Italia               |
| 9  | Wilfredo León      | S     | 31 luglio 1993   | Polonia              |
| 10 | Wassim Ben Tara    | O     | 3 agosto 1996    | Tunisia              |
| 11 | Sebastián Solé     | C     | 12 giugno 1991   | Italia               |
| 13 | Massimo Colaci     | L     | 21 febbraio 1985 | Italia               |
| 15 | Flávio Gualberto   | C     | 22 aprile 1993   | Brasile              |
| 16 | Kamil Semeniuk     | S     | 16 luglio 1996   | Polonia              |
| 17 | Oleh Plotnyc'kyj   | S     | 5 giugno 1997    | Ucraina              |
| 19 | Roberto Russo      | C     | 23 febbraio 1997 | Italia               |
| 20 | Gregor Ropret      | P     | 1º marzo 1989    | Slovenia             |

## Mercato
| Acquisti | Acquisti           | Acquisti        | Acquisti   |
| R.       | Nome               | da              | Modalità   |
| -------- | ------------------ | --------------- | ---------- |
| O        | Wassim Ben Tara    | Qatar SC        | definitivo |
| C        | Davide Candellaro  | Callipo         | definitivo |
| S        | Tim Held           | Olimpia Bergamo | definitivo |
| L        | Alessandro Toscani | Olimpia Bergamo | definitivo |

| Cessioni | Cessioni              | Cessioni          | Cessioni   |
| R.       | Nome                  | a                 | Modalità   |
| -------- | --------------------- | ----------------- | ---------- |
| S        | Julio Cárdenas        | Padova            | definitivo |
| C        | Stefano Mengozzi      | Porto Robur Costa | definitivo |
| L        | Alessandro Piccinelli | Cisterna          | definitivo |
| O        | Kamil Rychlicki       | Trentino          | definitivo |

## Risultati

### Superlega

#### Girone di andata
| 1ª giornata - 22 ottobre 2023 PalaEvangelisti, Perugia          | Sir Safety Perugia | 3 - 0 | Saturnia Acicastello | 25-15, 25-18, 25-22               |
| 2ª giornata - 29 ottobre 2023 Arena di Monza, Monza             | Milano             | 0 - 3 | Sir Safety Perugia   | 23-25, 30-32, 22-25               |
| 3ª giornata - 5 novembre 2023 PalaCivitanova, Civitanova Marche | Lube               | 3 - 2 | Sir Safety Perugia   | 20-25, 35-33, 25-21, 16-25, 22-20 |
| 4ª giornata - 12 novembre 2023 PalaEvangelisti, Perugia         | Sir Safety Perugia | 3 - 1 | Modena               | 14-25, 25-18, 25-20, 25-18        |
| 5ª giornata - 15 novembre 2023 PalaMazzola, Taranto             | Prisma Taranto     | 1 - 3 | Sir Safety Perugia   | 20-25, 20-25, 25-20, 14-25        |
| 6ª giornata - 19 novembre 2023 PalaEvangelisti, Perugia         | Sir Safety Perugia | 3 - 2 | You Energy           | 21-25, 20-25, 25-18, 26-24, 20-18 |
| 7ª giornata - 26 novembre 2023 PalaOlimpia, Verona              | Verona             | 0 - 3 | Sir Safety Perugia   | 18-25, 20-25, 22-25               |
| 8ª giornata - 2 dicembre 2023 PalaEvangelisti, Perugia          | Sir Safety Perugia | 3 - 1 | Cisterna             | 25-16, 25-19, 20-25, 25-23        |
| 9ª giornata - 22 novembre 2023 PalaEvangelisti, Perugia         | Sir Safety Perugia | 3 - 0 | Padova               | 25-16, 25-22, 25-21               |
| 10ª giornata - 17 dicembre 2023 PalaTrento, Trento              | Trentino           | 3 - 1 | Sir Safety Perugia   | 25-21, 25-23, 23-25, 25-23        |
| 11ª giornata - 26 dicembre 2023 PalaEvangelisti, Perugia        | Sir Safety Perugia | 2 - 3 | Powervolley Milano   | 25-14, 25-20, 12-25, 22-25, 12-15 |

#### Girone di ritorno
| 12ª giornata - 30 dicembre 2023 PalaCatania, Catania                       | Saturnia Acicastello | 0 - 3 | Sir Safety Perugia | 20-25, 24-26, 19-25               |
| 13ª giornata - 7 gennaio 2024 PalaEvangelisti, Perugia                     | Sir Safety Perugia   | 3 - 0 | Milano             | 25-21, 25-21, 25-21               |
| 14ª giornata - 14 gennaio 2024 PalaEvangelisti, Perugia                    | Sir Safety Perugia   | 3 - 0 | Lube               | 25-14, 25-20, 25-17               |
| 15ª giornata - 20 gennaio 2024 PalaPanini, Modena                          | Modena               | 0 - 3 | Sir Safety Perugia | 18-25, 17-25, 18-25               |
| 16ª giornata - 24 gennaio 2024 PalaEvangelisti, Perugia                    | Sir Safety Perugia   | 3 - 0 | Prisma Taranto     | 25-18, 25-23, 25-20               |
| 17ª giornata - 4 febbraio 2024 PalaBanca, Piacenza                         | You Energy           | 3 - 1 | Sir Safety Perugia | 18-25, 25-22, 25-17, 25-18        |
| 18ª giornata - 11 febbraio 2024 PalaEvangelisti, Perugia                   | Sir Safety Perugia   | 2 - 3 | Verona             | 20-25, 25-21, 14-25, 25-17, 13-15 |
| 19ª giornata - 14 febbraio 2024 Palazzetto dello Sport, Cisterna di Latina | Cisterna             | 1 - 3 | Sir Safety Perugia | 19-25, 25-22, 22-25, 18-25        |
| 20ª giornata - 18 febbraio 2024 PalaSanLazzaro, Padova                     | Padova               | 0 - 3 | Sir Safety Perugia | 17-25, 21-25, 23-25               |
| 21ª giornata - 25 febbraio 2024 PalaEvangelisti, Perugia                   | Sir Safety Perugia   | 3 - 1 | Trentino           | 27-25, 25-20, 22-25, 25-17        |
| 22ª giornata - 3 marzo 2024 Palalido, Milano                               | Powervolley Milano   | 3 - 2 | Sir Safety Perugia | 25-22, 25-27, 17-25, 25-23, 15-13 |

#### Play-off scudetto
| Quarti di finale (gara 1) - 6 marzo 2024 PalaEvangelisti, Perugia  | Sir Safety Perugia | 3 - 1 | Verona             | 23-25, 25-16, 25-21, 25-19        |
| Quarti di finale (gara 2) - 10 marzo 2024 PalaOlimpia, Verona      | Verona             | 1 - 3 | Sir Safety Perugia | 25-21, 21-25, 16-25, 15-25        |
| Quarti di finale (gara 3) - 17 marzo 2024 PalaEvangelisti, Perugia | Sir Safety Perugia | 3 - 2 | Verona             | 25-22, 25-20, 22-25, 15-25, 17-15 |
| Semifinali (gara 1) - 31 marzo 2024 PalaEvangelisti, Perugia       | Sir Safety Perugia | 3 - 1 | Powervolley Milano | 25-17, 25-23, 23-25, 25-22        |
| Semifinali (gara 2) - 3 aprile 2024 Palalido, Milano               | Powervolley Milano | 3 - 2 | Sir Safety Perugia | 25-27, 25-21, 21-25, 27-25, 20-18 |
| Semifinali (gara 3) - 7 aprile 2024 PalaEvangelisti, Perugia       | Sir Safety Perugia | 3 - 1 | Powervolley Milano | 20-25, 25-18, 25-13, 25-21        |
| Semifinali (gara 4) - 11 aprile 2024 Palalido, Milano              | Powervolley Milano | 1 - 3 | Sir Safety Perugia | 25-18, 24-26, 20-25, 18-25        |
| Finale (gara 1) - 18 aprile 2024 PalaEvangelisti, Perugia          | Sir Safety Perugia | 3 - 1 | Milano             | 27-25, 25-18, 23-25, 25-23        |
| Finale (gara 2) - 21 aprile 2024 Arena di Monza, Monza             | Milano             | 3 - 2 | Sir Safety Perugia | 25-20, 23-25, 21-25, 25-19, 15-11 |
| Finale (gara 3) - 25 aprile 2024 PalaEvangelisti, Perugia          | Sir Safety Perugia | 3 - 1 | Milano             | 25-15, 25-18, 24-26, 25-19        |
| Finale (gara 4) - 28 aprile 2024 Arena di Monza, Monza             | Milano             | 1 - 3 | Sir Safety Perugia | 25-19, 23-25, 25-27, 20-25        |

### Coppa Italia
| Quarti di finale - 4 gennaio 2024 PalaEvangelisti, Perugia     | Sir Safety Perugia | 3 - 0 | Modena             | 25-22, 25-16, 25-18               |
| Semifinale - 27 gennaio 2024 Unipol Arena, Casalecchio di Reno | Sir Safety Perugia | 3 - 2 | Powervolley Milano | 20-25, 25-23, 25-15, 23-25, 15-11 |
| Finale - 28 gennaio 2024 Unipol Arena, Casalecchio di Reno     | Sir Safety Perugia | 3 - 1 | Milano             | 22-25, 25-21, 25-15, 25-23        |

### Supercoppa italiana
| Semifinale - 31 ottobre 2023 Biella Forum, Biella | Trentino | 1 - 3 | Sir Safety Perugia | 25-20, 22-25, 23-25, 18-25        |
| Finale - 1º novembre 2023 Biella Forum, Biella    | Lube     | 2 - 3 | Sir Safety Perugia | 25-22, 25-23, 21-25, 32-34, 12-15 |

### Campionato mondiale per club

#### Fase a gironi
| 2ª giornata - 7 dicembre 2023 Koramangala Indoor Stadium, Bangalore | Sir Safety Perugia  | 3 - 0 | Minas              | 25-18, 26-24, 25-22 |
| 3ª giornata - 8 dicembre 2023 Koramangala Indoor Stadium, Bangalore | Ahmedabad Defenders | 0 - 3 | Sir Safety Perugia | 18-25, 19-25, 11-25 |

#### Fase a eliminazione diretta
| Semifinali - 9 dicembre 2023 Koramangala Indoor Stadium, Bangalore | Sir Safety Perugia | 3 - 0 | Halkbank | 25-14, 25-16, 31-29 |
| Finale - 10 dicembre 2023 Koramangala Indoor Stadium, Bangalore    | Sir Safety Perugia | 3 - 0 | Minas    | 25-13, 25-21, 25-19 |

## Statistiche

### Statistiche di squadra
| Competizione                 | Punti | In casa | In casa | In casa | In trasferta | In trasferta | In trasferta | Totale | Totale | Totale |
| Competizione                 | Punti | G       | V       | P       | G            | V            | P            | G      | V      | P      |
| ---------------------------- | ----- | ------- | ------- | ------- | ------------ | ------------ | ------------ | ------ | ------ | ------ |
| Superlega                    | 51    | 17      | 15      | 2       | 16           | 10           | 6            | 33     | 25     | 8      |
| Coppa Italia                 | -     | 1       | 1       | 0       | 0            | 0            | 0            | 3      | 3      | 0      |
| Supercoppa italiana          | -     | -       | -       | -       | -            | -            | -            | 2      | 2      | 0      |
| Campionato mondiale per club | 6     | -       | -       | -       | -            | -            | -            | 4      | 4      | 0      |
| Totale                       | -     | 18      | 16      | 2       | 16           | 10           | 6            | 42     | 34     | 8      |

G = partite giocate; V = partite vinte; P = partite perse

### Statistiche dei giocatori
| Giocatore      | Superlega | Superlega | Superlega | Superlega | Superlega | Coppa Italia | Coppa Italia | Coppa Italia | Coppa Italia | Coppa Italia | Supercoppa italiana | Supercoppa italiana | Supercoppa italiana | Supercoppa italiana | Supercoppa italiana | Campionato mondiale per club | Campionato mondiale per club | Campionato mondiale per club | Campionato mondiale per club | Campionato mondiale per club | Totale | Totale | Totale | Totale | Totale |
| Giocatore      | P         | PT        | AV        | MV        | BV        | P            | PT           | AV           | MV           | BV           | P                   | PT                  | AV                  | MV                  | BV                  | P                            | PT                           | AV                           | MV                           | BV                           | P      | PT     | AV     | MV     | BV     |
| -------------- | --------- | --------- | --------- | --------- | --------- | ------------ | ------------ | ------------ | ------------ | ------------ | ------------------- | ------------------- | ------------------- | ------------------- | ------------------- | ---------------------------- | ---------------------------- | ---------------------------- | ---------------------------- | ---------------------------- | ------ | ------ | ------ | ------ | ------ |
| W. Ben Tara    | 32        | 436       | 354       | 44        | 38        | 3            | 37           | 32           | 4            | 1            | 2                   | 44                  | 35                  | 3                   | 6                   | 2                            | 4                            | 3                            | 1                            | 0                            | 39     | 521    | 424    | 52     | 45     |
| D. Candellaro  | 1         | 2         | 1         | 1         | 0         | 0            | 0            | 0            | 0            | 0            | 0                   | 0                   | 0                   | 0                   | 0                   | 2                            | 2                            | 1                            | 1                            | 0                            | 3      | 4      | 2      | 2      | 0      |
| M. Colaci      | 33        | 0         | 0         | 0         | 0         | 3            | 0            | 0            | 0            | 0            | 2                   | 0                   | 0                   | 0                   | 0                   | 4                            | 0                            | 0                            | 0                            | 0                            | 42     | 0      | 0      | 0      | 0      |
| S. Giannelli   | 31        | 124       | 56        | 53        | 15        | 3            | 6            | 3            | 3            | 0            | 2                   | 7                   | 6                   | 1                   | 0                   | 4                            | 10                           | 4                            | 6                            | 0                            | 40     | 147    | 69     | 63     | 15     |
| F. Gualberto   | 31        | 261       | 192       | 63        | 6         | 3            | 22           | 18           | 4            | 0            | 2                   | 18                  | 10                  | 7                   | 1                   | 4                            | 28                           | 17                           | 10                           | 1                            | 40     | 329    | 237    | 84     | 8      |
| T. Held        | 30        | 13        | 3         | 0         | 10        | 3            | 0            | 0            | 0            | 0            | 2                   | 0                   | 0                   | 0                   | 0                   | 4                            | 8                            | 6                            | 0                            | 2                            | 39     | 21     | 9      | 0      | 12     |
| J. Herrera     | 23        | 138       | 114       | 12        | 12        | 3            | 13           | 10           | 1            | 2            | 1                   | 0                   | 0                   | 0                   | 0                   | 4                            | 37                           | 32                           | 2                            | 3                            | 31     | 188    | 156    | 15     | 17     |
| W. León        | 21        | 163       | 124       | 10        | 29        | 2            | 1            | 0            | 0            | 1            | 2                   | 30                  | 22                  | 1                   | 7                   | 0                            | 0                            | 0                            | 0                            | 0                            | 25     | 194    | 146    | 11     | 37     |
| O. Plotnyc'kyj | 31        | 389       | 318       | 28        | 43        | 3            | 42           | 36           | 2            | 4            | 2                   | 15                  | 14                  | 0                   | 1                   | 4                            | 39                           | 30                           | 2                            | 7                            | 40     | 485    | 398    | 32     | 55     |
| G. Ropret      | 16        | 4         | 0         | 1         | 3         | 0            | 0            | 0            | 0            | 0            | 1                   | 0                   | 0                   | 0                   | 0                   | 3                            | 0                            | 0                            | 0                            | 0                            | 20     | 4      | 0      | 1      | 3      |
| R. Russo       | 23        | 164       | 112       | 31        | 21        | 3            | 13           | 9            | 2            | 2            | 0                   | 0                   | 0                   | 0                   | 0                   | 0                            | 0                            | 0                            | 0                            | 0                            | 26     | 177    | 121    | 33     | 23     |
| K. Semeniuk    | 33        | 443       | 370       | 26        | 47        | 3            | 50           | 41           | 4            | 5            | 2                   | 30                  | 28                  | 1                   | 1                   | 4                            | 43                           | 36                           | 3                            | 4                            | 42     | 566    | 475    | 34     | 57     |
| S. Solé        | 27        | 140       | 92        | 43        | 5         | 3            | 20           | 11           | 7            | 2            | 2                   | 16                  | 14                  | 2                   | 0                   | 4                            | 27                           | 14                           | 12                           | 1                            | 36     | 203    | 131    | 64     | 8      |
| A. Toscani     | 3         | 0         | 0         | 0         | 0         | 0            | 0            | 0            | 0            | 0            | 1                   | 0                   | 0                   | 0                   | 0                   | 1                            | 0                            | 0                            | 0                            | 0                            | 5      | 0      | 0      | 0      | 0      |

P = presenze; PT = punti totali; AV = attacchi vincenti; MV = muri vincenti; BV = battute vincenti